# Convolvulaceae
Famille
Synonymes
- Cuscutaceae Dumort., nom. cons.[2]
- Dichondraceae Dumort., nom. cons.[2]
- Erycibaceae Endl. ex Meisn.[2]
- Humbertiaceae Pichon, nom. cons.[2]
- Poranaceae J. Agardh[2]

Les Convolvulaceae (Convolvulacées) sont une famille de plantes dicotylédones de l'ordre des Solanales (proche des Solanaceae) qui comprend une soixantaine de genres et environ 1 950 à 2 000 espèces, à répartition quasi-cosmopolite. Les deux genres Convolvulus et Ipomoea, regroupent plus d'un tiers des espèces de la famille. Dans les classifications phylogénétiques APG et APGII, cette famille est étendue et inclut les Cuscutaceae et les Humbertiaceae (cette dernière comprenant seulement Humbertia madagascariensis, grand arbre endémique de Madagascar).

C'est la famille des liserons (genres Convolvulus et Calystegia), des belles-de-jour (genres Convolvulus et Ipomoea, genre auquel appartient aussi la patate douce). Ce sont des plantes herbacées, la plupart du temps grimpantes (volubiles) ou rampantes, des arbustes, des lianes et quelquefois des arbres, des régions tempérées à tropicales. Plusieurs espèces tropicales sont des plantes cultivées et apprécies comme plantes alimentaires, médicinales et ornementales, tandis que d'autres, notamment dans les régions tempérées, sont des adventices bien connues des cultures (liserons).

## Étymologie
Le nom vient du genre type Convolvulus, ancien nom latin du « liseron », de convolvere, enveloppe, s’enrouler.

## Caractéristiques générales

### Port de la plante
Les plantes de la famille des Convolvulaceae sont généralement des plantes herbacées annuelles ou pérennes, souvent volubiles grimpantes ou rampantes, des arbustes (Convolvulus cneorum, Convolvulus floridus…), des lianes et exceptionnellement des arbres (Humbertia madagascariensis, Ipomoea intrapilosa, Ipomoea murucoides…). Ces plantes peuvent être xérophytes, hydrophytes (Ipomoea aquatica) ou parasites (genre Cuscuta).

### Appareil végétatif
Le système racinaire est constitué d'une racine pivotante, ramifiée, charnue. Chez les cuscutes, il n'existe pas de racines ordinaires mais des haustoriums adventices. Les tiges dressées ou prostrées, souvent volubiles (Ipomoea, Cuscuta), sont cylindriques, ramifiées, pleines ou fistuleuses, rhizomateuse ou tubéreuses (Convolvulus). Les feuilles alternes, pétiolées, sans stipules, sont simples, entières ou lobées palmées ou parfois composées pennées (Ipomoea quamoclit), à nervation uninervée ou plurinervée. Les feuilles sont absentes ou réduites à des écailles chez les cuscutes. Les Convolvulaceae exsudent souvent un latex blanc.

### Appareil reproducteur
L'inflorescence, déterminée, terminale ou axillaire, se présente comme une cyme ombelliforme, corymbiforme ou capituliforme. Elle est parfois réduite à une seule fleur.

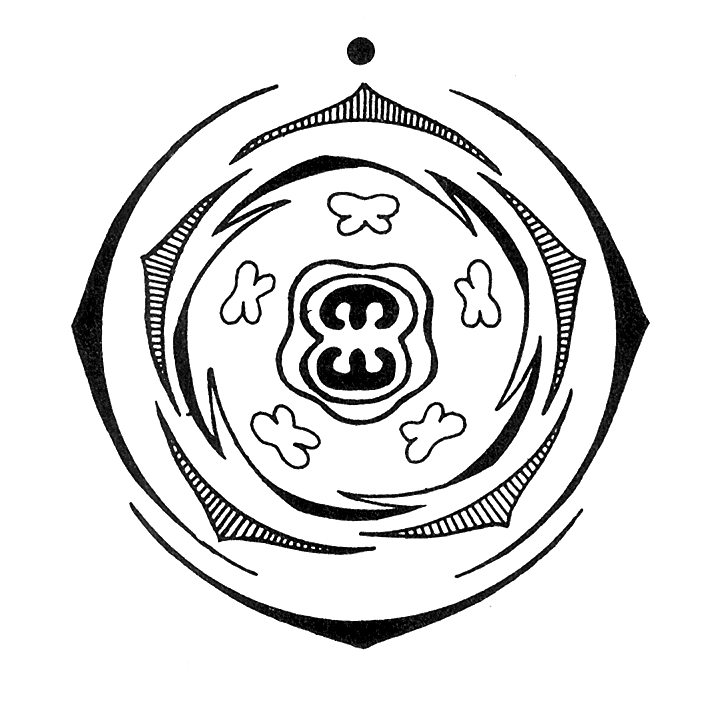
Diagramme floral des Convolvulaceae.

Les fleurs, généralement bisexuées (hermaphrodites), sont actinomorphes (régulières). Elles sont généralement grandes et très colorées. Le calice est formé de 5 sépales généralement libres ou légèrement soudés, souvent inégaux. Le calice est parfois persistant et accrescent après la floraison. La corolle, infundibuliforme (en entonnoir), à marge sensiblement circulaire ou formant des lobes plus ou moins marqués, est constituée de 5 pétales soudés (gamopétale), . Elle est souvent légèrement tordue, indupliquée, et peut comporter un motif en étoile à l'intérieur. Les étamines au nombre de 5, sont insérées sur les pétales à la base du tube floral, en alternance avec les lobes de la corolle. Les anthères, dorsifixes, sont à déhiscence longitudinale introrse. L'ovaire, supère, généralement syncarpe, est composé de 2 carpelles soudés, formant 2 loges, chacune contenant souvent 2 ovules dressés en placentation basale adaxiale. Parfois on compte 3 à 5 loges, du fait de la présence de fausses cloisons. Le style, filiforme ou parfois court et épais, peut être est simple, bifide ou multifide.
Le fruit est généralement une capsule, parfois une baie, ne contenant que deux graines par loge. Les graines, à testa glabre ou plus ou moins pileux, sont albuminées. L'embryon présente des cotylédons foliacés, plus ou moins pliés,.

### Cytologie
Dans la famille des Convolvulaceae, le nombre chromosomique de base est variable : on a x = 10, 11, 12, dans la tribu des Convolvuleae et x = 14, 15 dans les autres tribus. La plupart des espèces sont diploïdes, mais on rencontre aussi des espèces tétra- et hexaploïdes en particulier dans la tribu des Ipomeae. Par exemple, Ipomoea batatas est une espèce hexaploïde : 2n = 6x = 90 chromosomes, avec un nombre chromosomique de base x = 15.

## Distribution et habitat
Les Convolvulaceae sont présentes dans toutes les régions tropicales et subtropicales, régions dans lesquelles la famille est le plus diversifiée (on y trouve 90 % des espèces). Certaines espèces atteignent également les zones tempérées. La plus grande diversité d'espèces s'observe dans le continent américain et en Afrique. Certains genres ont une aire de répartition très étendue, tandis que d'autres sont endémiques à une région ou à un continent. Dix genres sont endémiques des Amériques (Aniseia, Dicranostyles, Evolvulus, Iseia, Itzaea, Lysiostyles, Maripa, Odonellia, Stylisma et Tetralocularia), tandis que l'Afrique compte 13 genres endémiques et l'Asie 10. Les genres Bonamia, Ipomoea, Merremia et Operculina sont distribués dans toutes les régions tropicales. Cette famille comprend de nombreuses espèces adventices dont la distribution est liée à l'activité humaine.
Les plantes de cette famille occupent des habitats très diversifiés. On rencontre certaines espèces dans les forêts pluviales tropicales ou aux marges de ces forêts. D'autres poussent dans les régions de savane, dans les régions à climat méditerranéen, dans les déserts, dans les dunes et marais salants, ou dans des zones marécageuses ou dans le lit des cours d'eau.

## Taxinomie
Selon Plants of the World Online, la famille des Convolvulaceae comprend au 5 janvier 2021 :
- 59 genres[9],
- 1 970 espèces[10],
- et 503 taxons infraspécifiques (154 sous-espèces, 338 variétés et 11 formes)[11].

### Liste des sous-familles
Selon Angiosperm Phylogeny Website (8 janvier 2019) :

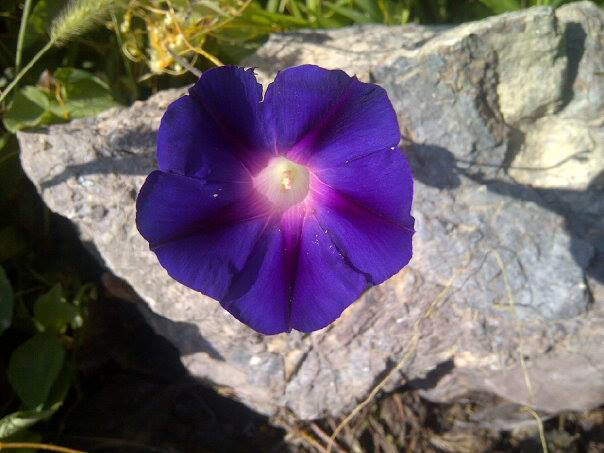
Convolvulaceae

- sous-famille des Humbertioideae Roberty
- tribu des Cardiochlamyeae Stefanovic & Austin
- sous-famille des Eryciboideae (Endlicher) Roberty
- sous-famille des Cuscutoideae Link
- sous-famille des Convolvuloideae Burnett
  - tribu des Aniseieae Stefanovic & D. Austin
  - tribu des Convolvuleae Dumortier
- sous-famille des Dichondroideae Endlicher
  - tribu des Dichondreae G. Don
  - tribu des Cresseae C. B. Clarke
  - tribu des Jacquemontieae Stefanovic & D. Austin
  - tribu des Maripeae Webb & Berthelot

### Liste des genres
Selon Angiosperm Phylogeny Website (18 janvier 2018) :
- Aniseia Choisy
- Argyreia Lour.
- Astripomoea A.Meeuse
- Bonamia Thouars
- Calycobolus Willd. ex Schult.
- Camonea Rafinesque -unp
- Cardiochlamys Oliv.
- Cladostigma Radlk.
- Convolvulus L.
- Cordisepalum Verdc.
- Cressa L.
- Cuscuta L.
- Daustinia Buril & Simões - unp
- Decalobanthus Ooststr.
- Dichondra J.R.Forst. & G.Forst.
- Dicranostyles Benth.
- Dinetus Sweet
- Dipteropeltis Hallier f.
- Distimake Rafinesque - unp
- Duperrya Gaudichaud
- Erycibe Roxb.
- Evolvulus L.
- Falkia L.f.
- Hewittia Wight & Arn.
- Hildebrandtia Vatke
- Humbertia Comm. ex Lam.
- Hyalocystis Hallier f.
- Ipomoea L.
- Iseia O'Donell
- Itzaea Standl. & Steyerm.
- Jacquemontia Choisy
- Keraunea Cheek & Simao-Bain
- Lepistemon Blume
- Lepistemonopsis Dammer
- Lysiostyles Benth.
- Maripa Aubl.
- Merremia Dennst. ex Endl.
- Metaporana N.E.Br.
- Nephrophyllum A.Rich.
- Neuropeltis Wall.
- Neuropeltopsis Ooststr.
- Odonellia K.R.Robertson
- Operculina Silva Manso
- Paralepistemon Lejoly & Lisowski
- Petrogenia I.M.Johnst.
- Polymeria R.Br.
- Porana Burm.f.
- Rapona Baill.
- Remirema Kerr
- Rivea Choisy
- Saccia Naudin
- Seddera Hochst.
- Stictocardia Hallier f.
- Stylisma Raf.
- Tetralocularia O'Donell
- Tridynamia Gagnepain
- Turbina Raf.
- Wilsonia R.Br.
- Xenostegia D.F.Austin & Staples

Selon DELTA Angio (8 Jul 2010) :
- Aniseia
- Argyreia
- Astripomoea
- Blinkworthia
- Bonamia
- Breweria
- Calycobolus
- Calystegia
- Cardiochlamys
- Cladistigma
- Convolvulus
- Cordisepalum
- Cressa
- Decalobanthus
- Dichondra
- Dicranostyles
- Dinetus
- Dipteropeltis
- Ericybe
- Evolvulus
- Falckia
- Hewittia
- Hildebrandtia
- Hyalocystis
- Ipomoea
- Iseia
- Itzaea
- Jacquemontia
- Lepistemon
- Lepistemonopsis
- Lysiostyles
- Maripa
- Merremia
- Metaporana
- Nephrophyllum
- Neuropeltis
- Neuropeltopsis
- Odonellia
- Operculina
- Paralepistemon
- Pentacrostigma
- Pharbitis
- Polymeria
- Porana
- Poranopsis
- Rapona
- Rivea
- Sabaudiella
- Seddera
- Stictocardia
- Stylisma
- Tetralocularia
- Tridynamia
- Turbina
- Wilsonia
- Xenostegia

Selon World Checklist of Selected Plant Families (WCSP) (7 janvier 2019) :
- Aniseia – 3 espèces
- Argyreia – 136 espèces

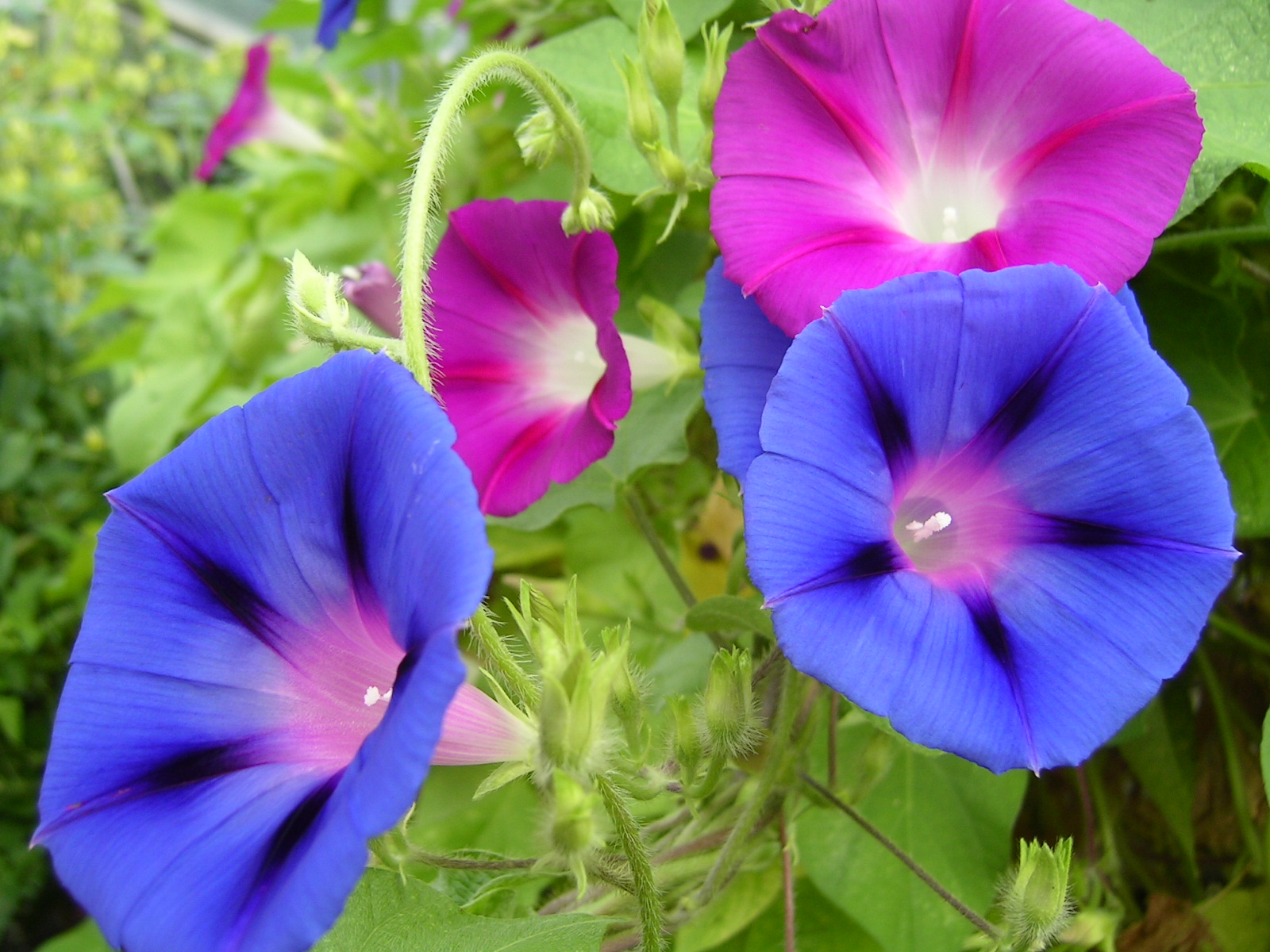
Ipomoea purpurea

- Astripomoea A.Meeuse, Bothalia 6: 709 (1957 publ. 1958) – 12 espèces
  - = Astrochlaena Hallier f., Bot. Jahrb. Syst. 18: 120 (1893), nom. illeg.
- Blinkworthia Choisy, Mém. Soc. Phys. Genève 6: 430 (1833 publ. 1834) – 2 espèces
- Bonamia – 68 espèces
- Calycobolus – 25 espèces
- Calystegia – 26 espèces
- Camonea Raf., Fl. Tellur. 4: 81 (1838)c. – 5 espèces
- Cardiochlamys Oliv., Hooker's Icon. Pl. 15: t. 1403, p. 2 (1883) – 2 espèces
- Cladostigma Radlk., Bremen Abh. 8: 412 (1883) – 3 espèces
- Convolvulus – 201 espèces
- Cordisepalum Verdc., Kew Bull. 26: 138 (1971) – 2 espèces
- Cressa L., Sp. Pl.: 223 (1753) – 4 espèces
  - = Carpentia Ewart in A.J.Ewart & O.B.Davies, Fl. N. Territory: 227 (1917).
- Cuscuta – 216 espèces
- Daustinia – 1 espèce
- Decalobanthus Ooststr., Blumea 2: 99 (1936) – 13 espèces
- Dichondra – 15 espèces
- Dicranostyles – 15 espèces
- Dinetus Buch.-Ham. ex D.Don in R.Sweet, Brit. Fl. Gard. 2: t. 127 (1825) – 8 espèces
  - = Dinetopsis Roberty, Candollea 14: 27 (1952).
- Dipteropeltis Hallier f., Jahrb. Hamburg. Wiss. Anst. 16(Beih. 3): 4 (1898 publ. 1899) – 3 espèces
- Distimake Raf., Fl. Tellur. 4: 82 (1838) – 41 espèces
  - = Astromerremia Pilg., Notizbl. Bot. Gart. Berlin-Dahlem 13: 107 (1936).
  - = Davenportia R.W.Johnson, Austrobaileya 8: 171 (2010).
- Duperreya – 3 espèces
- Erycibe – 70 espèces
- Evolvulus – 102 espèces
- Falkia – 3 espèces
- Hewittia Wight & Arn., Madras J. Lit. Sci. 5: 22 (1837), nom. cons. prop. – 1 espèce
  - = Shutereia Choisy, Mém. Soc. Phys. Genève 6: 486 (1833 publ. 1834), nom. rej.
  - = Palmia Endl., Gen. Pl.: 653 (1839), nom. superfl.
  - = Kethosia Raf., Fl. Tellur. 4: 78 (1838).
  - = Sanilum Raf., Fl. Tellur. 4: 70 (1838).
  - = Eremosperma Chiov., Atti Ist. Bot. Univ. Pavia, ser. 4, 7: 143 (1936).
- Hildebrandtia – 11 espèces
- Humbertia Lam., Encycl. 2: 356 (1786) – 1 espèce
  - = Endrachium Juss., Gen. Pl.: 138 (1789).
  - = Thouinia Sm., Pl. Icon. Ined. 1: t. 7 (1789), nom. illeg.
  - = Thouina Cothen., Disp. Veg. Meth.: 10 (1790), orth. var.
  - = Smithia J.F.Gmel., Syst. Nat.: 388 (1791), nom. illeg.
- Hyalocystis Hallier f., Annuario Reale Ist. Bot. Roma 7: 227 (1898) – 2 espèces
- Ipomoea – 645 espèces
- Itzaea Standl. & Steyerm., Publ. Field Columb. Mus., Bot. Ser. 23: 83 (1944) – 1 espèce
- Jacquemontia – 106 espèces
- Keraunea Cheek & Sim.-Bianch., Nordic J. Bot. 31: 454 (2013) – 2 espèces
- Lepistemon – 6 espèces
- Lepistemonopsis Dammer in H.G.A.Engler, Pflanzenw. Ost-Afrikas, C: 331 (1895) – 1 espèce
- Lysiostyles Benth., London J. Bot. 5: 356 (1846) – 1 espèce
- Maripa – 20 espèces
- Merremia – 49 espèces
- Metaporana – 6 espèces
- Nephrophyllum – 1 espèce
- Neuropeltis – 14 espèces
- Neuropeltopsis Ooststr., Blumea 12: 365 (1964) – 1 espèce
- Odonellia K.R.Robertson, Brittonia 34: 417 (1982) – 2 espèces
- Operculina – 16 espèces
- Paralepistemon – 2 espèces
- Petrogenia I.M.Johnst., J. Arnold Arbor. 22: 116 (1941) – 1 espèce
- Polymeria R.Br., Prodr. Fl. Nov. Holland.: 488 (1810) – 11 espèces
- Porana – 2 espèces
- Poranopsis Roberty, Candollea 14: 27 (1952) – 3 espèces
- Rapona – 1 espèce
- Remirema – 1 espèce
- Rivea – 3 espèces
- Seddera – 28 espèces
- Stictocardia – 12 espèces
- Stylisma Raf., Amer. Monthly Mag. & Crit. Rev. 3: 101 (1818) – 6 espèces
  - = Plesilia Raf., New Fl. 4: 55 (1838).
  - = Stylismus Spach, Hist. Nat. Vég. 9: 94 (1840), orth. var.
- Tetralocularia O'Donell, Lilloa 30: 66 (1960) – 1 espèce
- Tridynamia – 4 espèces
- Wilsonia – 3 espèces
- Xenostegia – 5 espèces

Selon Paleobiology Database (7 janvier 2019) :
- Perfotricolpites

Selon Tropicos (7 janvier 2019) (Attention liste brute contenant possiblement des synonymes) :
- Acmostemon Pilg.
- Adamboe Raf.
- Amphione Raf.
- Aniseia Choisy
- Anthanema Raf.
- Aplostylis Raf.
- Apopleumon Raf.
- Argyreia Lour.
- Astripomoea A. Meeuse
- Astromerremia Pilg.
- Baillaudea Roberty
- Batatas Choisy
- Blinkworthia Choisy
- Bonamia Thouars
- Bonamiopsis Roberty
- Bonanox Raf.
- Breweria R. Br.
- Breweriopsis Roberty
- Bucharea Raf.
- Buchingera F.W. Schultz
- Calboa Cav.
- Calonyction Choisy
- Calycanthemum Klotzsch
- Calycobolus Willd. ex Roem. & Schult.
- Calystegia R. Br.
- Camdenia Scop.
- Camonea Raf.
- Cardiochlamys Oliv.
- Carpentia Ewart & O.B. Davies
- Cassutha Des Moul.
- Catonia Vahl
- Cladostigma Radlk.
- Cladostyles Humb. & Bonpl.
- Cleiemera Raf.
- Cleiostoma Raf.
- Codochisma Raf.
- Codonanthus G. Don
- Codosiphus Raf.
- Convolvulus L.
- Cordisepalum Verdc.
- Cressa L.
- Cryptanthela Gagnep.
- Cuscuta L.
- Cuscuteae Dumort.
- Cuscutina Pfeiff.
- Cymonamia Roberty
- Dactylepis Raf.
- Dactylostigma D.F. Austin
- Daustinia Buril & A.R. Simões
- Decalobanthus Ooststr.
- Diatrema Raf.
- Diatremis Raf.
- Dichondra J.R. Forst. & G. Forst.
- Dichondropsis Brandegee
- Dicranostyles Benth.
- Dimerodiscus Gagnep.
- Dinetopsis Roberty
- Dinetus Buch.-Ham. ex Sweet
- Diplocalymna J. D. Choisy in Alph. de Candolle
- Dipteropeltis Hallier f.
- Distimake Raf.
- Ditereia Raf.
- Doxema Raf.
- Duperreya Gaudich.
- Elytrostamna Choisy in Alph. de Candolle
- Emulina Raf.
- Endrachium Juss.
- Epilinella Pfeiff.
- Epithymum Opiz
- Eremosperma Chiov.
- Ericibe Poir.
- Erimatalia Schult.
- Eronema Raf.
- Erycibe Roxb.
- Erysibe G. Don
- Euryloma Raf.
- Evolvolus Sw.
- Evolvulus L.
- Exallosis Raf.
- Exocroa Raf.
- Exogonium Choisy
- Falkea Cothen.
- Falkia Thunb.
- Fissipetalum Merr.
- Fraxima Raf.
- Gaseranthus Poit. ex Meisn.
- Gomphipus B.D. Jacks.
- Grammica Lour.
- Gynoisia Raf.
- Hewetia Pritz.
- Hewittia Wight & Arn.
- Hildebrandtia Vatke
- Humbertia Lam.
- Hyalocystis Hallier f.
- Idalia Raf.
- Ipomaeella A. Chev.
- Ipomoea L.
- Iseia O'Donell
- Isypus Raf.
- Itzaea Standl. & Steyerm.
- Jacquemontia Choisy
- Kadula Raf.
- Kadurias Raf.
- Keraunea Cheek & Sim.-Bianch.
- Kethosia Raf.
- Kolofonia Raf.
- Kuhlmanniella Barroso
- Lariospermum Raf.
- Latrienda Raf.
- Legendrea Webb & Berthel.
- Lepidanche Engelm.
- Lepimenes Raf.
- Lepistemon Blume
- Lepistemonopsis Dammer
- Lepistemum Rchb.
- Leptocallis G. Don
- Leucomalla Phil.
- Lobake Raf.
- Lysiostyles Benth.
- Macrostema Pers.
- Macrostemma Pers.
- Majera Karst. ex Peter
- Marcellia Mart. ex Choisy
- Maripa Aubl.
- Melascus Raf.
- Meriana Vell.
- Merremia Dennst. ex Endl.
- Metaporana N.E. Br.
- Milhania Neck. ex Raf.
- Mina Cerv.
- Modesta Raf.
- Monogynella Des Moul.
- Montejacquia Roberty
- Moorcroftia Choisy
- Morenoa La Llave
- Mouroucoa Aubl.
- Murucoa J.F. Gmel.
- Navipomoea G. Roberty
- Nemanthera Raf.
- Nemepis Raf.
- Nemodon Griff.
- Nemostima Raf.
- Neorthosis Raf.
- Nephrophyllum A. Rich.
- Neuropeltis Wall.
- Neuropeltopsis Ooststr.
- Odonellia K.R. Robertson
- Onistis Raf.
- Ornithosperma Raf.
- Pantocsekia Griseb. ex Pant.
- Paralepistemon Lejoly & Lisowski
- Parasitipomoea Hayata
- Pentacrostigma K. Afzel.
- Pentake Raf.
- Periphas Raf.
- Perispermum O. Deg.
- Petrogenia I.M. Johnst.
- Pfeifferia Buchinger
- Pharbitis Choisy
- Piptostegia Hoffmannsegg & Reichenbach in Hoffmannsegg
- Plesiagopus Raf.
- Plesilia Raf.
- Podaletra Raf.
- Polymeria R. Br.
- Porana Burm. f.
- Poranopsis Roberty
- Prevostea Choisy
- Pseudipomoea G. Roberty
- Pterochlamys Roberty
- Quamoclit Mill.
- Quamoclita Raf.
- Quamoclitia R. T. Lowe
- Rapona Baill.
- Remirema Kerr
- Rhodorhiza P. B. Webb in Lindley
- Rhodoxylon Raf.
- Rivea Choisy
- Sabaudiella Chiov.
- Saccia Naudin
- Samudra Raf.
- Sanilum Raf.
- Scammonea Raf.
- Schizanthoseddera Roberty
- Schizojacquemontia (Roberty) Roberty
- Seddera Hochst.
- Sedderopsis Roberty
- Sinomerrillia H.H. Hu
- Skinneria Choisy
- Smithia J.F. Gmel.
- Steripha Banks ex Gaertn.
- Stevogtia Neck. ex Raf.
- Stictocardia Hallier f.
- Stomadena Raf.
- Strophocaulos (G. Don) Small
- Stylisma Raf.
- Succuta Des Moul.
- Symethus Raf.
- Tereietra Raf.
- Tetralocularia O'Donell
- Thouina Cothen.
- Thyella Raf.
- Tirtalia Raf.
- Tremasperma Raf.
- Tridynamia Gagnep.
- Turbina Raf.
- Turpethum Raf.
- Vistnu Adans.
- Volvulopsis Roberty
- Wilsonia R. Br.
- Xenostegia D.F. Austin & Staples
- Ypomaea C.C. Robin

En classification classique de Cronquist (1981) elle comprend 1 650 espèces réparties en près de 55 genres :
- Aniseia
- Argyreia
- Astripomoea
- Blinkworthia
- Bonamia
- Breweria
- Calycobolus
- Calystegia
- Cardiochlamys
- Cladistigma
- Convolvulus
- Cordisepalum
- Cressa
- Decalobanthus
- Dichondra
- Dicranostyles
- Dinetus
- Dipteropeltis
- Erycibe
- Evolvulus
- Falckia
- Hewittia
- Hildebrandtia
- Hyalocystis
- Ipomoea
- Iseia
- Itzaea
- Jacquemontia
- Lepistemon
- Lepistemonopsis
- Lysiostyles
- Maripa
- Merremia
- Metaporana
- Nephrophyllum
- Neuropeltis
- Neuropeltopsis
- Odonellia
- Operculina
- Paralepistemon
- Pentacrostigma
- Pharbitis
- Polymeria
- Porana
- Poranopsis
- Rapona
- Rivea
- Sabaudiella
- Seddera
- Stictocardia
- Stylisma
- Tetralocularia
- Tridynamia
- Turbina
- Wilsonia
- Xenostegia

### Liste des sous-familles et genres
Selon BioLib (7 janvier 2019) :
- sous-famille des Cardiochlamydoideae (Stefanovic & Austin) ined.
  - Cardiochlamys Oliv.
  - Cordisepalum Verdc.
  - Dinetus Buch.-Ham. ex Sweet
  - Poranopsis Roberty
- sous-famille des Convolvuloideae Burnett
  - Aniseia Choisy
  - Argyreia Lour.
  - Astripomoea A. Meeuse
  - Blinkworthia Choisy
  - Bonamia Thouars
  - Calycobolus Willd. ex Schult.
  - Calystegia R. Br.
  - Cladostigma Radlk.
  - Convolvulus L.
  - Cressa L.
  - Decalobanthus Ooststr.
  - Dicranostyles Benth.
  - Dipteropeltis Hallier f.
  - Evolvulus L.
  - Hewittia Wight & Arn.
  - Hildebrandtia Vatke
  - Hyalocystis Hallier f.
  - Ipomoea L.
  - Iseia O'Donell
  - Itzaea Standl. & Steyerm.
  - Jacquemontia Choisy
  - Lepistemon Blume
  - Lepistemonopsis Dammer
  - Lysiostyles Benth.
  - Maripa Aubl.
  - Merremia Dennst. ex Endl.
  - Neuropeltis Wall.
  - Neuropeltopsis Ooststr.
  - Odonellia K.R. Robertson
  - Operculina Silva Manso
  - Paralepistemon Lejoly & Lisowski
  - Pentacrostigma K. Afzel.
  - Pharbitis Choisy
  - Polymeria R. Br.
  - Rapona Baill.
  - Remirema Kerr
  - Rivea Choisy
  - Sabaudiella Chiov.
  - Saccia Naudin
  - Seddera Hochst.
  - Stictocardia Hallier f.
  - Stylisma Raf.
  - Tetralocularia O'Donell
  - Turbina Raf.
  - Wilsonia R. Br.
  - Xenostegia D.F. Austin & Staples
- sous-famille des Cuscutoideae Link
  - Cuscuta L.
- sous-famille des Dichondroideae Roberty
  - Dichondra J.R. Forst. & G. Forst.
  - Falkia L.f.
  - Metaporana N.E. Br.
  - Nephrophyllum A. Rich.
  - Petrogenia I.M. Johnst.
  - Porana Burm.f.
- sous-famille des Eryciboideae (Endlicher) Roberty
  - Erycibe Roxb.
- sous-famille des Humbertioideae Roberty
  - Humbertia Comm. ex Lam.
- Duperreya Gaudich.

Selon Catalogue of Life (7 janvier 2019) :
- Aniseia
- Argyreia
- Astripomoea
- Blinkworthia
- Bonamia
- Calycobolus
- Calystegia
- Camonea
- Cardiochlamys
- Cladostigma
- Convolvulus
- Cordisepalum
- Cressa
- Cuscuta
- Daustinia
- Decalobanthus
- Dichondra
- Dicranostyles
- Dinetus
- Dipteropeltis
- Distimake
- Duperreya
- Erycibe
- Evolvulus
- Falkia
- Hewittia
- Hildebrandtia
- Humbertia
- Hyalocystis
- Ipomoea
- Itzaea
- Jacquemontia
- Keraunea
- Lepistemon
- Lepistemonopsis
- Lysiostyles
- Maripa
- Merremia
- Metaporana
- Nephrophyllum
- Neuropeltis
- Neuropeltopsis
- Odonellia
- Operculina
- Paralepistemon
- Polymeria
- Porana
- Poranopsis
- Rapona
- Remirema
- Rivea
- Seddera
- Stictocardia
- Stylisma
- Tetralocularia
- Tridynamia
- Turbina
- Wilsonia
- Xenostegia

Selon GRIN (7 janvier 2019) :
- tribu des Aniseieae
  - Aniseia Choisy
  - Iseia OʼDonell
  - Odonellia K. R. Robertson
  - Tetralocularia OʼDonell
- tribu des Cardiochlamyeae
  - Cardiochlamys Oliv.
  - Cordisepalum Verdc.
  - Dinetopsis Roberty
  - Dinetus Buch.-Ham. ex Sweet
  - Duperreya Gaudich.
  - Poranopsis Roberty
  - Tridynamia Gagnep.
- tribu des Convolvuleae
  - Calystegia R. Br.
  - Convolvulus L.
  - Polymeria R. Br.
  - Strophocaulos Small
  - Volvulus Medik.
- tribu des Cresseae
  - Bonamia Thouars
  - Breueriopsis Roberty
  - Breuieropsis Roberty, orth. var.
  - Breweria R. Br.
  - Carpentia Ewart
  - Cladostigma Radlk.
  - Cressa L.
  - Dactylostigma D. F. Austin
  - Evolvulus L.
  - Hildebrandtia Vatke
  - Itzaea Standl. & Steyerm.
  - Neuropeltis Wall.
  - Neuropeltopsis Ooststr.
  - Perispermum O. Deg.
  - Petrogenia I. M. Johnst.
  - Pterochlamys Roberty
  - Sabaudiella Chiov.
  - Seddera Hochst.
  - Sedderopsis Roberty
  - Sinomerrillia Hu
  - Stylisma Raf.
  - Trichantha Triana
  - Volvulopsis Roberty
  - Wilsonia R. Br.
- tribu des Cuscuteae
  - Cuscuta L.
  - Grammica Lour.
  - Monogynella Des Moul.
- tribu des Dichondreae
  - Baillaudea Roberty
  - Calycobolus Roem. & Schult.
  - Dichondra J. R. Forst. & G. Forst.
  - Dichondropsis Brandegee
  - Dipteropeltis Hallier f.
  - Falckia L. f., orth. var.
  - Falkia Thunb.
  - Hygrocharis Hochst.
  - Metaporana N. E. Br.
  - Nephrophyllum A. Rich.
  - Porana Burm. f.
  - Prevostea Choisy
  - Rapona Baill.
- tribu des Erycibeae
  - Erycibe Roxb.
  - Fissipetalum Merr.
- tribu des Humbertieae
  - Humbertia Comm. ex Lam.
- tribu des Ipomoeeae
  - Acmostemon Pilg.
  - ArgyreiaLour.
  - Astripomoea A. Meeuse
  - Astrochlaena Hallier f.
  - Batatas Choisy
  - Blinkworthia Choisy
  - Bonanox Raf.
  - Calonyction Choisy
  - Calycanthemum Klotzsch
  - Cryptanthela Gagnep.
  - Diatremis Raf.
  - Dimerodiscus Gagnep.
  - Exogonium Choisy
  - Ipomoea
    - Ipomoea L. subg. Eriospermum
      - Ipomoea L. subg. Eriospermum sect. Acmostemon
      - Ipomoea L. subg. Eriospermum sect. Eriospermum
        - Ipomoea L. subg. Eriospermum sect. Eriospermum ser. Anisomeres
        - Ipomoea L. subg. Eriospermum sect. Eriospermum ser. Arborescentes
        - Ipomoea L. subg. Eriospermum sect. Eriospermum ser. Batatas
        - Ipomoea L. subg. Eriospermum sect. Eriospermum ser. Bombycospermum
        - Ipomoea L. subg. Eriospermum sect. Eriospermum ser. Eriospermum
        - Ipomoea L. subg. Eriospermum sect. Eriospermum ser. Jalapae
        - Ipomoea L. subg. Eriospermum sect. Eriospermum ser. Mirandinae
        - Ipomoea L. subg. Eriospermum sect. Eriospermum ser. Setosae
        - Ipomoea L. subg. Eriospermum sect. Eriospermum ser. Suffruticosae

      - Ipomoea L. subg. Eriospermum sect. Erpipomoea
      - Ipomoea L. subg. Eriospermum sect. Poliothamnus
      - Ipomoea L. subg. Eriospermum sect. Xerophyta

    - Ipomoea L. subg. Ipomoea
      - Ipomoea L. subg. Ipomoea sect. Ipomoea
        - Ipomoea L. subg. Ipomoea sect. Ipomoea ser. Involucratae
        - Ipomoea L. subg. Ipomoea sect. Ipomoea ser. Ipomoea

      - Ipomoea L. subg. Ipomoea sect. Pharbitis
        - Ipomoea L. subg. Ipomoea sect. Pharbitis ser. Heterophyllae
        - Ipomoea L. subg. Ipomoea sect. Pharbitis ser. Pharbitis
        - Ipomoea L. subg. Ipomoea sect. Pharbitis ser. Tyrianthinae

    - Ipomoea L. subg. Quamoclit
      - Ipomoea L. subg. Quamoclit sect. Calonyction
      - Ipomoea L. subg. Quamoclit sect. Dasychaetia
      - Ipomoea L. subg. Quamoclit sect. Exogonium
      - Ipomoea L. subg. Quamoclit sect. Leptocallis
      - Ipomoea L. subg. Quamoclit sect. Mina
      - Ipomoea L. subg. Quamoclit sect. Orthipomoea
        - Ipomoea L. subg. Quamoclit sect. Orthipomoea ser. Microsepalae
        - Ipomoea L. subg. Quamoclit sect. Orthipomoea ser. Orthipomoea
        - Ipomoea L. subg. Quamoclit sect. Orthipomoea ser. Pedatisectae

      - Ipomoea L. subg. Quamoclit sect. Quamoclit
      - Ipomoea L. subg. Quamoclit sect. Tricolor

  - Legendrea Webb & Berthel.
  - Lepidostemon Hassk., orth. var.
  - Lepistemon Blume
  - Lepistemonopsis Dammer
  - Lettsomia Roxb.
  - Mina Cerv.
  - Moorcroftia Choisy
  - Murucoa J. F. Gmel., orth. var.
  - Nemodon Griff.
  - Paralepistemon Lejoly & Lisowski
  - Parasitipomaea Hayata
  - Pharbitis Choisy
  - Quamoclit Mill.
  - Quamoclit Moench
  - Rivea Choisy
  - Stictocardia Hallier f.
  - Turbina Raf.
- tribu des Jacquemontieae
  - Jacquemontia Choisy
  - Montejacquia Roberty
  - Thyella Raf.
- tribu des Maripeae
  - Dicranostyles Benth.
  - Kuhlmanniella Barroso
  - Lysiostyles Benth.
  - Maripa Aubl.
  - Mouroucoa Aubl.
- Camonea Raf., 1838
- Davenportia R.W.Johnson, 2010
- Decalobanthus Ooststr., 1936
- Distimake Raf., 1838
- Hewittia Wight & Arn., 1837
- Hyalocystis Hallier f., 1898
- Merremia Dennst. ex Endl., 1841
- Operculina Silva Manso, 1836
- Remirema Kerr, 1943
- Xenostegia D.F.Austin & Staples

Selon ITIS (7 janvier 2019) :
- Aniseia Choisy
- Argyreia Lour.
- Astripomoea A. Meeuse
- Bonamia Thouars
- Calystegia R. Br.
- Convolvulus L.
- Cressa L.
- Cuscuta L.
- Dichondra J.R. Forst. & G. Forst.
- Evolvulus L.
- Ipomoea L.
- Jacquemontia Choisy
- Merremia Dennst. ex Endl.
- Operculina Silva Manso
- Porana Burm. f.
- Poranopsis Roberty
- Stictocardia Hallier f.
- Stylisma Raf.
- Turbina Raf.
- Xenostegia D.F. Austin & Staples

Selon NCBI (7 janvier 2019) :
- tribu des Aniseieae Stefanovic & D.F.Austin, 2003
  - Aniseia Choisy, 1834
  - Iseia O'Donell, 1953
  - Odonellia K.R.Robertson, 1982
  - Tetralocularia O'Donell, 1960
- tribu des Cardiochlamyeae Stefanovic & D.F.Austin, 2003
  - Cardiochlamys Oliv., 1883
  - Cordisepalum Verdc., 1971
  - Dinetus Buch.-Ham. ex Sweet, 1825
  - Poranopsis Roberty, 1953
  - Tridynamia Gagnep., 1950
- tribu des Convolvuleae Dumort., 1827
  - Calystegia
  - Convolvulus L.
  - Polymeria R.Br., 1810
- tribu des Cresseae C.B.Clarke, 1883
  - Bonamia Thouars, 1804
  - Breweria
  - Cladostigma
  - Cressa L., 1753
  - Evolvulus L.
  - Hildebrandtia
  - Itzaea
  - Neuropeltis Wall., 1824
  - Sabaudiella
  - Seddera Hochst., 1844
  - Stylisma
  - Wilsonia
- tribu des Cuscuteae Dumort., 1827
  - Cuscuta L., 1753
- tribu des Dichondreae Choisy ex G.Don, 1838
  - Calycobolus Willd. ex Roem. & Schult., 1819
  - Dichondra J.R.Forst. & G.Forst., 1775
  - Dipteropeltis Hallier f., 1899
  - Falkia Thunb., 1781
  - Metaporana N.E.Br., 1914
  - Petrogenia I.M.Johnst., 1991
  - Porana Burm.f., 1768
  - Rapona Baill., 1891
- tribu des Erycibeae Hogg, 1858
  - Erycibe Roxb.
- tribu des Humbertieae Stefanovic & D.F.Austin, 2003
  - Humbertia
- tribu des Ipomoeeae Hallier f.
  - Argyreia Lour.
  - Astripomoea A.Meeuse
  - Blinkworthia Choisy, 1833
  - Ipomoea L.
  - Lepistemon Blume
  - Paralepistemon Lejoly & Lisowski
  - Rivea Choisy
  - Stictocardia Hallier f.
  - Turbina Raf.
- tribu des Jacquemontieae Stefanovic & D.F.Austin, 2003
  - Jacquemontia Choisy
- tribu des Maripeae Webb & Berthel., 1844
  - Dicranostyles
  - Maripa Aubl., 1775
- tribu des Merremieae D.F.Austin, 1982
- Camonea Raf., 1838
- Davenportia R.W.Johnson, 2010
- Decalobanthus Ooststr., 1936
- Distimake Raf., 1838
- Hewittia Wight & Arn., 1837
- Hyalocystis Hallier f., 1898
- Merremia Dennst. ex Endl., 1841
- Operculina Silva Manso, 1836
- Remirema Kerr, 1943
- Xenostegia D.F.Austin & Staples

## Importance économique
Certaines espèces de la famille des Convolvulaceae ont une importance économique ou sociale. La plus importante est la patate douce (Ipomoea batatas), largement cultivée pour ses tubercules comestibles riches en amidon. Cette plante est également utilisée pour la production industrielle d'alcool et de sucre.
Le liseron d'eau, Ipomoea aquatica, est cultivé dans les régions tropicales pour ses feuilles consommées comme légumes.
En alimentation animale, le feuillage d’Ipomoea batatas, prélevé avant la récolte des tubercules, peut servir comme fourrage et peut être distribué en frais, sec ou ensilé. La valeur nutritive du feuillage séché vaut largement celle du foin de luzerne pour les bovins.
Plusieurs espèces ont une utilisation en médecine traditionnelle, en particulier le jalap (Ipomoea purga), et la scammonée (Convolvulus scammonia). On tire de leurs racines des substances purgatives notamment.
Les graines d'autres espèces sont utilisées dans des rites religieux (espèces enthéogènes) du fait de leur teneur en alcaloïdes comme l'ergoline.
Diverses espèces sont cultivées comme plantes ornementales Elles appartiennent notamment aux genres Ipomoea, Convolvulus, Evolvulus, Poranopsis et Turbina. Les genres Argyreia et Merremia fournissent également des capsules et des calices accrescents utiles pour la composition de bouquets secs.
Certaines espèces sont des mauvaises herbes (adventices) des jardins et des champs cultivés, en particulier le liseron des champs Convolvulus arvensis et le liseron des haies (Calystegia sepium).
Plusieurs espèces de cuscutes, plantes holoparasites, s'attaquent à certaines cultures.
Des espèces présentes dans les zones de pâturage, telles que Ipomoea carnea, et contenant certains alcaloïdes (tels que swainsonine et calystégines) peuvent provoquer des intoxications du bétail (bovins, chevaux),.

## Conservation
Au 5 janvier 2021, sur 1 970 espèces recensées par Plants of the World Online, seules 85 espèces ont été évaluées par l’Union internationale pour la conservation de la nature (UICN) qui place sur sa liste rouge :
- 5 espèces en danger critique d’extinction (CR),
- 14 espèces en danger d’extinction (EN),
- 13 espèces vulnérables (VU),
- 2 espèces quasi menacées (NT ou LR/nt),
- 46 espèces de préoccupation mineure(LC ou LR/lc),
- 5 espèces à données insuffisantes (DD).